# Marianina
Marianina is een geslacht van weekdieren uit de klasse van de Gastropoda (slakken).

## Soorten
- Marianina rosea (Pruvot-Fol, 1930)